# Acanthocereus
Acanthocereus es un género de plantas suculentas perteneciente a la familia Cactaceae. Contiene 17 especies aceptadas. 

## Descripción

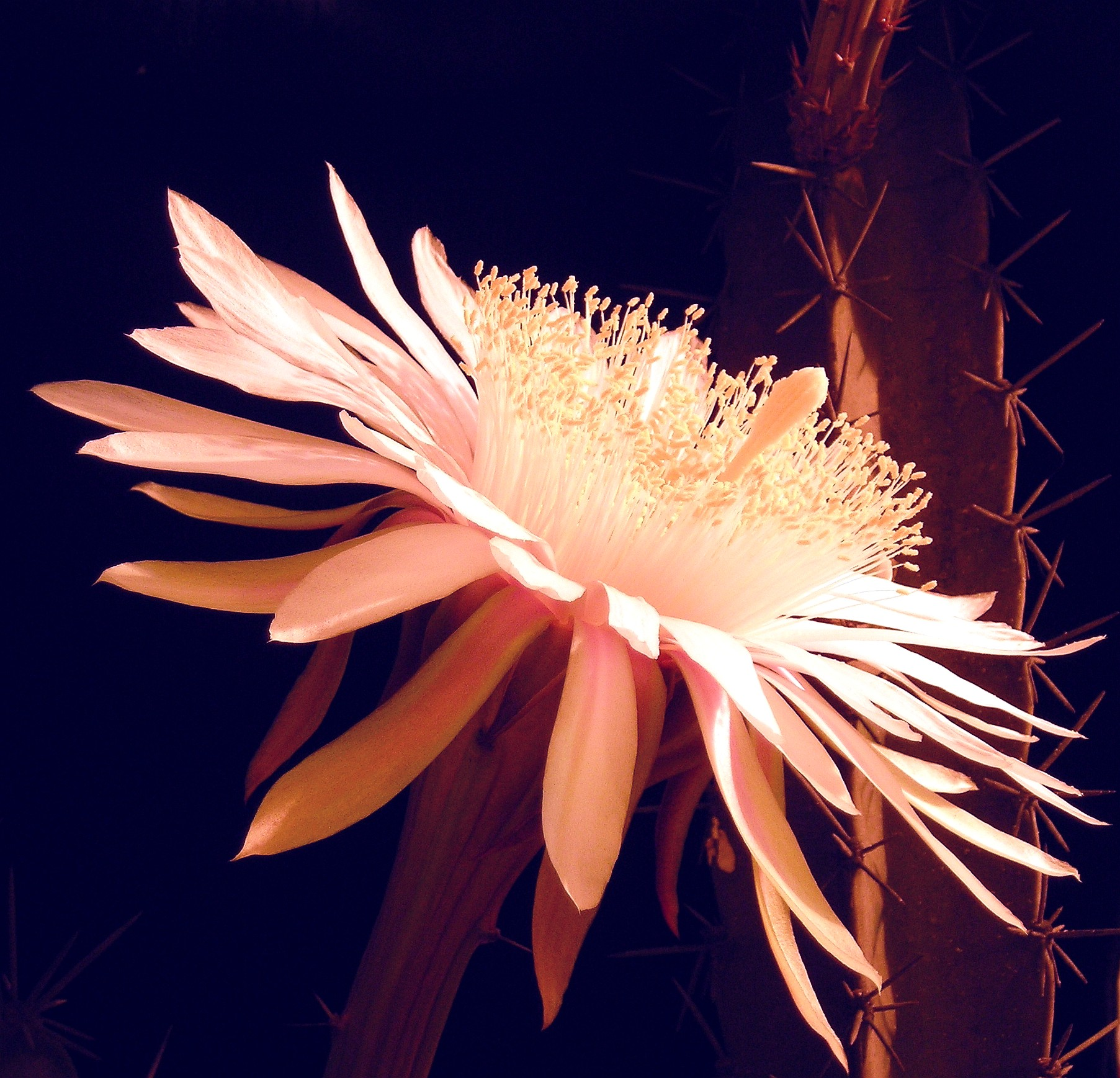
Flor de Acanthocereus tetragonus.

Las plantas forman arbustos con tallos arqueados o trepadores de hasta varios metros de altura. Los tallos tienen de 3 a 5 costillas, generalmente delgados, con gruesas espinas. 
Las flores son grandes, blancas y tienen forma de embudo. Se abren de noche y miden de 12 a 25 cm de largo y de 6 a 12 cm de diámetro.
Los frutos son esféricos o en forma de pera, de color rojo o verde, desnudos o espinosos, abiertos o no y contienen semillas negras brillantes y ampliamente ovaladas de hasta 4,8 milímetros. 

## Distribución
El área de distribución nativa de este género abarca desde el sur de Florida hasta el Caribe y desde el sur de Texas hasta Venezuela. Además, alguna de sus especies ha sido introducida en Australia.

## Taxonomía
El género fue descrito por los botánicos estadounidenses Nathaniel Lord Britton y Joseph Nelson Rose  y publicado en la revista científica Contributions from the United States National Herbarium 12(10): 432, en el año 1909.
Señalar que el primer nombre lo dio el botánico alemán George Engelmann en 1863, pero no describió sus caracteres, hasta que  en 1905, el botánico alemán Alwin Berger la define como subsección de Cereus. Posteriormente, en 1909, Nathaniel Lord Britton y Joseph Nelson Rose elevan a Acanthocereus a género.

#### Etimología
Acanthocereus: nombre genérico que deriva de las palabras griegas akantha (que significa 'espinoso') y cereus (que significa 'vela', 'cirio'), haciendo referencia a su forma columnar espinosa.

## Especies aceptadas
Actualmente, el género Acanthocereus consta de 17 especies aceptadas según la Plants of the World Online (POWO):
| Imagen | Nombre científico                                                                 | Distribución |
| ------ | --------------------------------------------------------------------------------- | --- |
|        | Acanthocereus atropurpureus Gonz.-Zam. & Dan.Sánchez                              | México (Jalisco) |
|        | Acanthocereus canoensis (P.R.House, Gómez-Hin. & H.M.Hern.) S.Arias & N.Korotkova | Honduras |
|        | Acanthocereus castellae (Sánchez-Mej.) Lodé                                       | México (de Jalisco a Guerrero)                                                                                          |
|        | Acanthocereus chiapensis Bravo                                                    | Desde México (Chiapas) hasta Honduras                                                                                   |
|        | Acanthocereus cuixmalensis (Sánchez-Mej.) Lodé                                    | México (de Jalisco a Michoacán)                                                                                         |
|        | Acanthocereus fosterianus (Cutak) Lodé                                            | México (Guerrero, Oaxaca y Chiapas)                                                                                     |
|        | Acanthocereus haackeanus Backeb. ex Lodé                                          | México |
|        | Acanthocereus hesperius D.R.Hunt                                                  | México (Oaxaca) |
|        | Acanthocereus hirschtianus (K.Schum.) Lodé                                        | América central |
|        | Acanthocereus lempirensis H. Vega, Gómez-Hin. & H.M. Hern.                        | Honduras |
|        | Acanthocereus macdougallii (Cutak) Lodé                                           | México (Oaxaca y Chiapas)                                                                                               |
|        | Acanthocereus maculatus (Weing.) F.M.Knuth                                        | Centro y suroeste de México                                                                                             |
|        | Acanthocereus oaxacensis (Britton & Rose) Lodé                                    | México (Oaxaca) |
|        | Acanthocereus paradoxus Gonz.-Zam. & Dan.Sánchez                                  | México (Jalisco) |
|        | Acanthocereus rosei (J.G.Ortega) Lodé                                             | México (de Sinaloa a Michoacán)                                                                                         |
|        | Acanthocereus tepalcatepecanus (Sánchez-Mej.) Lodé                                | México (Jalisco, Michoacán y Guerrero)                                                                                  |
|        | Acanthocereus tetragonus (L.) Hummelinck                                          | Desde el sur de Florida hasta el Caribe y desde el sur de Texas hasta Venezuela. Además se ha introducido en Australia. |